# رادارست

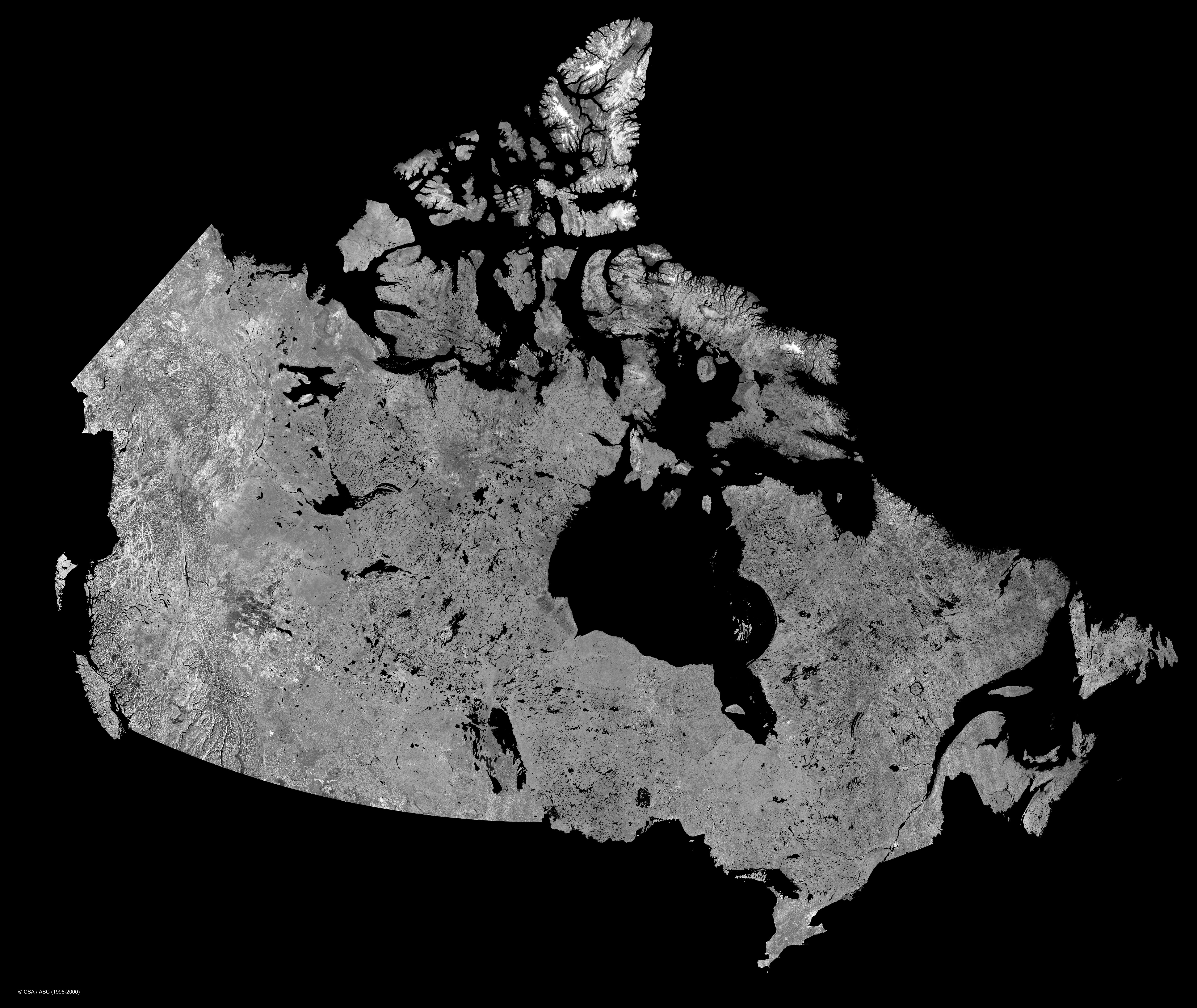
نقشه رادارست از کانادا با وضوح تصویر ۱۰۰۰ متر

رادارست (انگلیسی: RADARSAT) نام برنامه سنجش از دور دیده‌بانی زمین متعلق به آژانس فضایی کانادا (CSA) است.
برنامه رادارست شامل ماهواره‌های زیر است:
- رادارست-۱ از ۱۹۹۵ تا ۲۰۱۳
- رادارست-۲ از ۲۰۰۷ تا کنون